# Stagioni dei Carolina Panthers
Questa è la lista delle stagioni sportive dei Carolina Panthers nella National Football League che documenta i risultati stagione per stagione dal 1995 ad oggi, compresi i risultati nei play-off.

## Risultati stagione per stagione
| Cronistoria dei Carolina Panthers | Cronistoria dei Carolina Panthers | Cronistoria dei Carolina Panthers | Cronistoria dei Carolina Panthers | Cronistoria dei Carolina Panthers | Cronistoria dei Carolina Panthers | Cronistoria dei Carolina Panthers | Cronistoria dei Carolina Panthers | Cronistoria dei Carolina Panthers | Cronistoria dei Carolina Panthers | Cronistoria dei Carolina Panthers |                              |
| Stagione di lega                  | Stagione di squadra               | Lega                              | Conference                        | Division                          | Stagione regolare                 | Stagione regolare                 | Stagione regolare                 | Stagione regolare                 | Play-off | Premi individuali                 |                              |
| Stagione di lega                  | Stagione di squadra               | Lega                              | Conference                        | Division                          | Pos.                              | V                                 | S                                 | P                                 | Play-off | Premi individuali                 |                              |
| --------------------------------- | --------------------------------- | --------------------------------- | --------------------------------- | --------------------------------- | --------------------------------- | --------------------------------- | --------------------------------- | --------------------------------- | --- | --------------------------------- | ---------------------------- |
| 1995                              | 1995                              | NFL                               | NFC                               | West                              | 4                                 | 8                                 | 8                                 | 0                                 | non disputati | Inseriti nella NFC West.          |                              |
| 1996                              | 1996                              | NFL                               | NFC                               | West                              | 1                                 | 12                                | 4                                 | 0                                 | V Divisional play-off contro i Dallas Cowboys (26-17) S NFC Championship contro i Green Bay Packers (30-13) |                                   |                              |
| 1997                              | 1997                              | NFL                               | NFC                               | West                              | 2                                 | 7                                 | 9                                 | 0                                 | non disputati |                                   |                              |
| 1998                              | 1998                              | NFL                               | NFC                               | West                              | 4                                 | 4                                 | 12                                | 0                                 | non disputati |                                   |                              |
| 1999                              | 1999                              | NFL                               | NFC                               | West                              | 2                                 | 8                                 | 8                                 | 0                                 | non disputati |                                   |                              |
| 2000                              | 2000                              | NFL                               | NFC                               | West                              | 3                                 | 7                                 | 9                                 | 0                                 | non disputati |                                   |                              |
| 2001                              | 2001                              | NFL                               | NFC                               | West                              | 5                                 | 1                                 | 15                                | 0                                 | non disputati |                                   |                              |
| 2002                              | 2002                              | NFL                               | NFC                               | South                             | 4                                 | 7                                 | 9                                 | 0                                 | non disputati | Inseriti nella NFC South.         |                              |
| 2003                              | 2003                              | NFL                               | NFC                               | South                             | 1                                 | 11                                | 5                                 | 0                                 | V Wild Card Game contro i Dallas Cowboys (29-10) V Divisional play-off contro i Saint Louis Rams (29-23) V NFC Championship contro i Philadelphia Eagles (14-3) S Super Bowl XXXVIII contro i New England Patriots (32-28) |                                   |                              |
| 2004                              | 2004                              | NFL                               | NFC                               | South                             | 3                                 | 7                                 | 9                                 | 0                                 | non disputati |                                   |                              |
| 2005                              | 2005                              | NFL                               | NFC                               | South                             | 2                                 | 11                                | 5                                 | 0                                 | V Wild Card Game contro i New York Giants (23-0) V Divisional play-off contro i Chicago Bears (29-21) S NFC Championship contro i Seattle Seahawks (34-14)                                                                 |                                   |                              |
| 2006                              | 2006                              | NFL                               | NFC                               | South                             | 2                                 | 8                                 | 8                                 | 0                                 | non disputati |                                   |                              |
| 2007                              | 2007                              | NFL                               | NFC                               | South                             | 2                                 | 7                                 | 9                                 | 0                                 | non disputati |                                   |                              |
| 2008                              | 2008                              | NFL                               | NFC                               | South                             | 1                                 | 12                                | 4                                 | 0                                 | S Divisional play-off contro gli Arizona Cardinals (33-13) |                                   |                              |
| 2009                              | 2009                              | NFL                               | NFC                               | South                             | 3                                 | 8                                 | 8                                 | 0                                 | non disputati |                                   |                              |
| 2010                              | 2010                              | NFL                               | NFC                               | South                             | 4                                 | 2                                 | 14                                | 0                                 | non disputati |                                   |                              |
| 2011                              | 2011                              | NFL                               | NFC                               | South                             | 3                                 | 6                                 | 10                                | 0                                 | non disputati |                                   |                              |
| 2012                              | 2012                              | NFL                               | NFC                               | South                             | 2                                 | 7                                 | 9                                 | 0                                 | non disputati |                                   |                              |
| 2013                              | 2013                              | NFL                               | NFC                               | South                             | 1                                 | 12                                | 4                                 | 0                                 | S Divisional play-off contro i San Francisco 49ers (23-10) |                                   |                              |
| 2014                              | 2014                              | NFL                               | NFC                               | South                             | 1                                 | 7                                 | 8                                 | 1                                 | V Wild Card Game contro gli Arizona Cardinals (27-16) S Divisional play-off contro i Seattle Seahawks (31-17) |                                   |                              |
| 2015                              | 2015                              | NFL                               | NFC                               | South                             | 1                                 | 15                                | 1                                 | 0                                 | V Divisional play-off contro i Seattle Seahawks (31-24) V NFC Championship contro gli Arizona Cardinals (49-15) S Super Bowl 50 contro i Denver Broncos (32-28)                                                            |                                   |                              |
| Totale                            | Totale                            | Totale                            | Totale                            | Totale                            | Totale                            | 166                               | 169                               | 1                                 | Record di stagione regolare | Record di stagione regolare       | Record di stagione regolare  |
| Totale                            | Totale                            | Totale                            | Totale                            | Totale                            | Totale                            | 9                                 | 7                                 |                                   | Record dei play-off | Record dei play-off               | Record dei play-off          |
| Totale                            | Totale                            | Totale                            | Totale                            | Totale                            | Totale                            | 175                               | 176                               | 1                                 | Stagione regolare e play-off | Stagione regolare e play-off      | Stagione regolare e play-off |

Legenda
- Vittoria nel Super Bowl (dal 1966)
- Vittoria nella lega (1920-1969)
- Vittoria nella Conference

- Vittoria nella Division
- Qualificazione al Wild Card Game (dal 1978)
- V = Vittorie

- S = Sconfitte
- P = Pareggi
- T = Posizione a pari merito